# Zeptej se prachu
Zeptej se prachu, anglicky Ask the Dust (1939) je zřejmě nejznámější autobiografický román Johna Fanteho, popisující život Italoameričana Artura Bandiniho v Los Angeles během Velké hospodářské krize.

Kniha je psána stylem, jenž podrobně popisuje vnitřní pohnutky, touhu a rozeklanost hlavního hrdiny Artura Bandiniho.

Předmluvu k této knize napsal Charles Bukowski, pro něhož byl John Fante velkým vzorem a zdrojem inspirace.
Česky knihu vydalo nakladatelství Pragma v roce 2003.

## Děj
Bandini touží stát se spisovatelem, píše dopisy svému nakladateli Hackmuthovi, jenž mu vydal povídku „Pejsek se smál“ a k němuž vzhlíží. Chce se stát slavným a uznávaným. Přežívá však zatím téměř bez peněz, živí se pomeranči, které mu poskytují asijští trhovci a marně vymáhá drobné dluhy od svého souseda z podnájmu Hellfricka.
V baru potkává mexickou servírku Camillu Lopez a naváže s ní určitý vztah, ten ale ztroskotává na nesprávné interpretaci citů a vzájemném nepochopení. Arturo odešle Hackmuthovi sáhodlouhý dopis, ten jej zkrátí, udělá z něj povídku „Kopce dávno zapomenuté“ a nechá ji otisknout v několika známých časopisech. Autorovi náleží honorář, ale Bandini neumí s penězi hospodařit a tak se mu zanedlouho rozkutálí. Protlouká se dál, seznamuje se s Verou Rivken, s níž prožije krátký vztah, jenž jej inspiruje k napsání románu. Přesto stále miluje Camillu, ta jeho city neopětuje, neboť se zamilovala do barmana Sammyho a Arturo nyní bojuje s dosud nepoznanými ambivalentními pocity.
Příběh dále graduje, hlavní hrdina odjíždí mimo Los Angeles, zažívá zemětřesení, vrací se za Camillou, aby jí pomohl z drogové závislosti a doufá, že ji bude moci vzít na místo, kde by bylo všechno v pořádku, stranou od všeho utrpení, tam, kde by život plynul zvolna jako klidná řeka...
Den na to jsem vypátral, co s ní provedli. Z jednoho obchůdku ve městě jsem zavolal meziměstsky na centrálu v Okresní psychiatrické léčebně v Del Maria. Spojovatelky jsem se zeptal, jak se jmenuje přednosta. "Doktor Danielson," řekla.

"Přepojte mne do jeho ordinace."

Přepojila mě a na drátě se ozval další ženský hlas. "Ordinace doktora Danielsona."

"Tady doktor Jones," řekl jsem. "Rád bych hovořil s doktorem Danielsonem. Je to velmi naléhavé."

"Moment, prosím."

Ozval se mužský hlas. "Tady doktor Danielson."

"Dobrý den, doktore," řekl jsem. "Tady doktor Jones, Edmond Jones z Los Angeles. Z okresní nemocnice vám tam přeložili slečnu Camillu Lopezovou. Jak se jí vede?"

"Těžko říct," odpověděl Danielson. "Ještě je na pozorování. Říkáte Edmond Jones?"

Zavěsil jsem. Alespoň jsem věděl, kde je.

## Česká vydání
- Zeptej se prachu, Pragma 2003, přeložil Robert Hýsek, 176 stran, brožované, ISBN 80-7205-883-5
- John Fante: Zeptej se prachu Ask the Dust (dvojjazyčné česko-anglické vydání), Argo 2010, 296 stran, brožované, ISBN 978-80-257-0242-0

## Filmová adaptace
Zeptej se prachu (anglicky Ask the Dust) - americký film z roku 2006, režie Robert Towne. Hrají Colin Farrell, Salma Hayek, Donald Sutherland, Eileen Atkins, Idina Menzel, Richard Schickel.